# Odontorchilus
Odontorchilus és un gènere d'ocells de la família dels troglodítids (Troglodytidae) que habita Sud-amèrica.

## Taxonomia
Segons la Classificació del Congrés Ornitològic Internacional (versió 15.1, 2025) aquest gènere està format per dues espècies:
- Cargolet dorsigrís (Odontorchilus branickii Taczanowski & Berlepsch, 1885)
- Cargolet dentat (Odontorchilus cinereus Pelzeln, 1868)